# Haarlemmer Kweektuin
De Haarlemmer Kweektuin is een park op het terrein van de voormalige stadskweektuin van de gemeente Haarlem. De kweektuin is sinds 2012 een stadspark en is gelegen aan de Kleverlaan in Haarlem-Noord.
Het gebied maakte oorspronkelijk als adellijk landgoed deel uit van de heerlijkheid Akendam maar werd al in 1715 aangekocht door de stad Haarlem. Op het terrein bevindt zich nog de ruïne van Huis ter Kleef dat verwoest werd in de Tachtigjarige Oorlog en een monumentale Kaatsbaan.
De stadskweektuin is aangelegd in 1912 door Leonard Springer om Haarlem van groen te kunnen voorzien. Op het terrein van het toen nog in landelijk gebied gelegen voormalige landgoed verrezen kweekkassen en er werden boomgaarden en een instructietuin aangelegd. De laatste functie is op moderne wijze bewaard gebleven in de vorm van de educatieve tuin van het hier gevestigde gemeentelijk natuur- en milieueducatiecentrum. Verder is er een tropische kas, een speelweide, een dierenweide en een speeltuin.
Na de privatisering van de gemeentelijke groenvoorziening en de aanleg van een nieuwe faciliteit voor Groenbedrijf Spaarnelanden in de Waarderpolder is besloten de stadskweektuin om te vormen tot een park. In 2012 werd een gebiedsvisie vastgesteld die veel ruimte liet voor betrokkenheid van burgers bij het gebruik van het terrein.

## Afbeeldingen

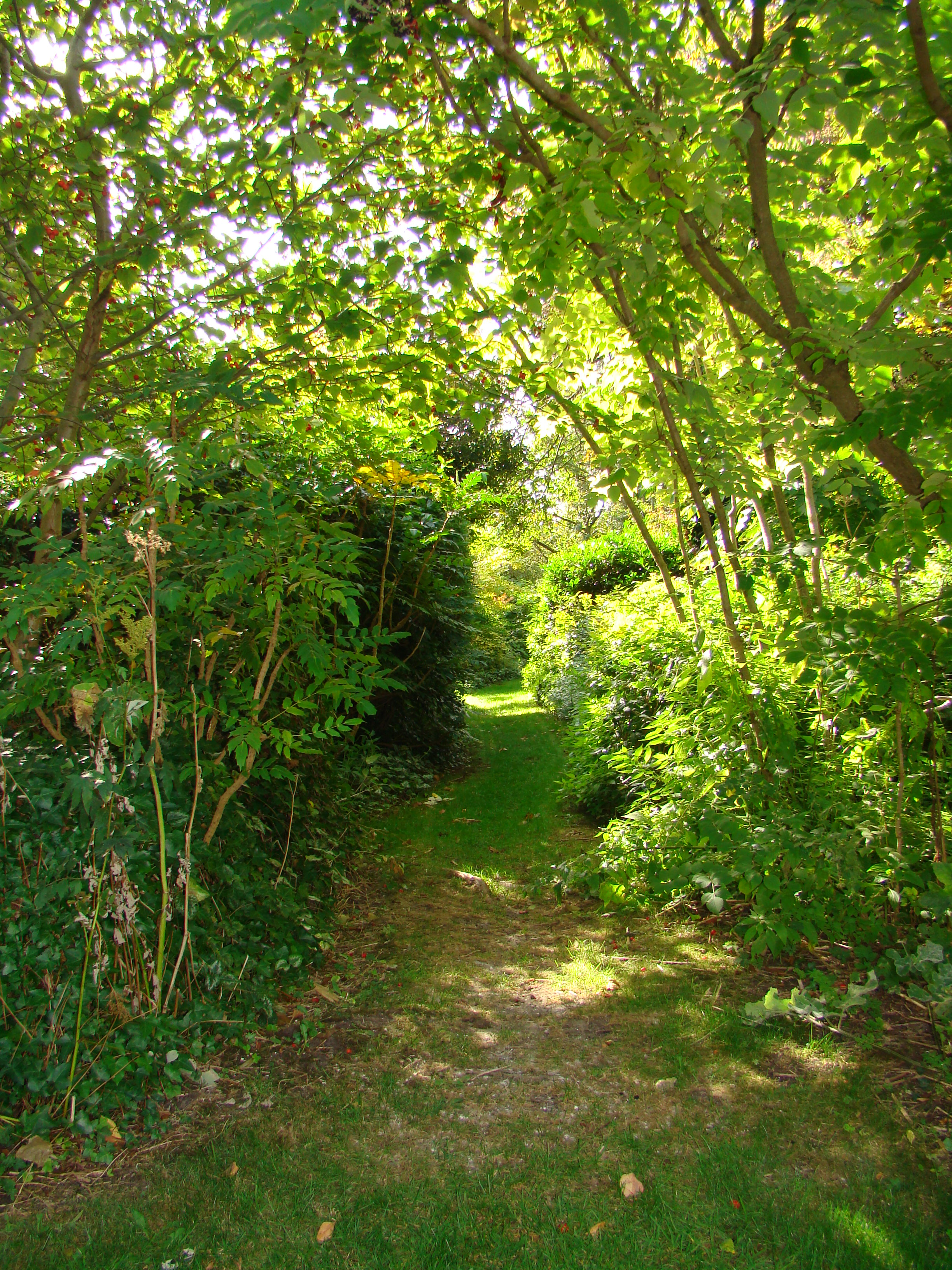
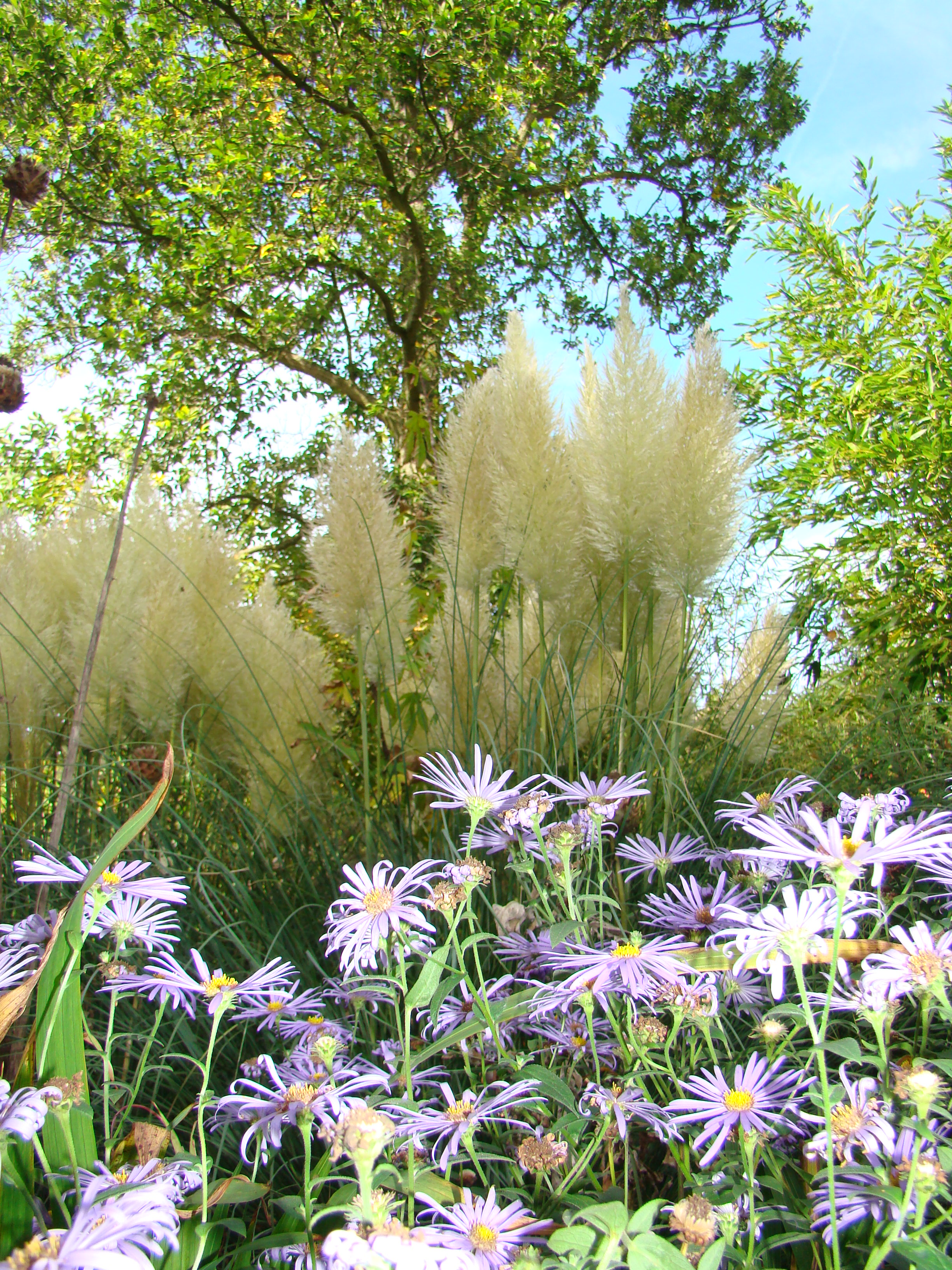
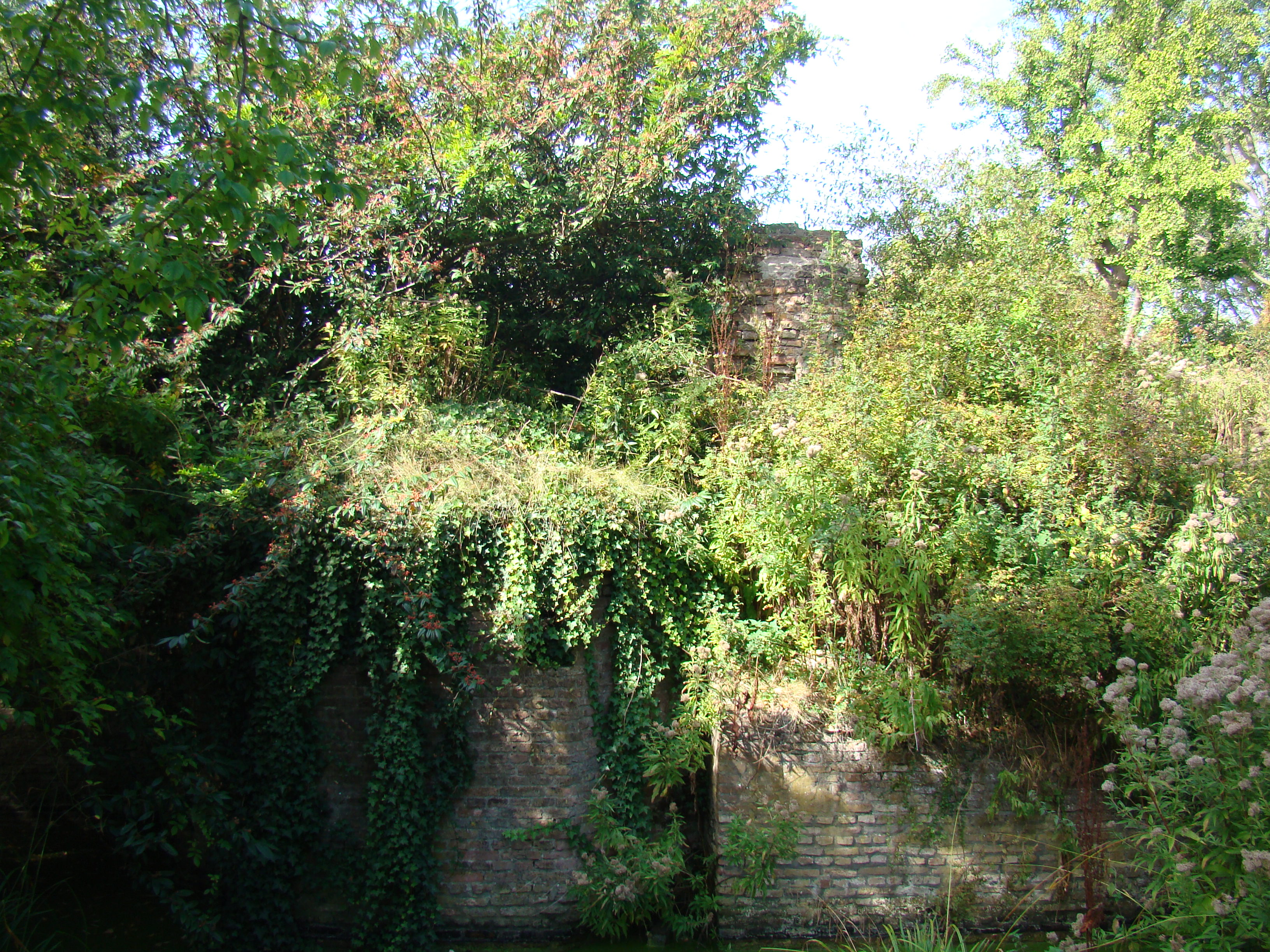
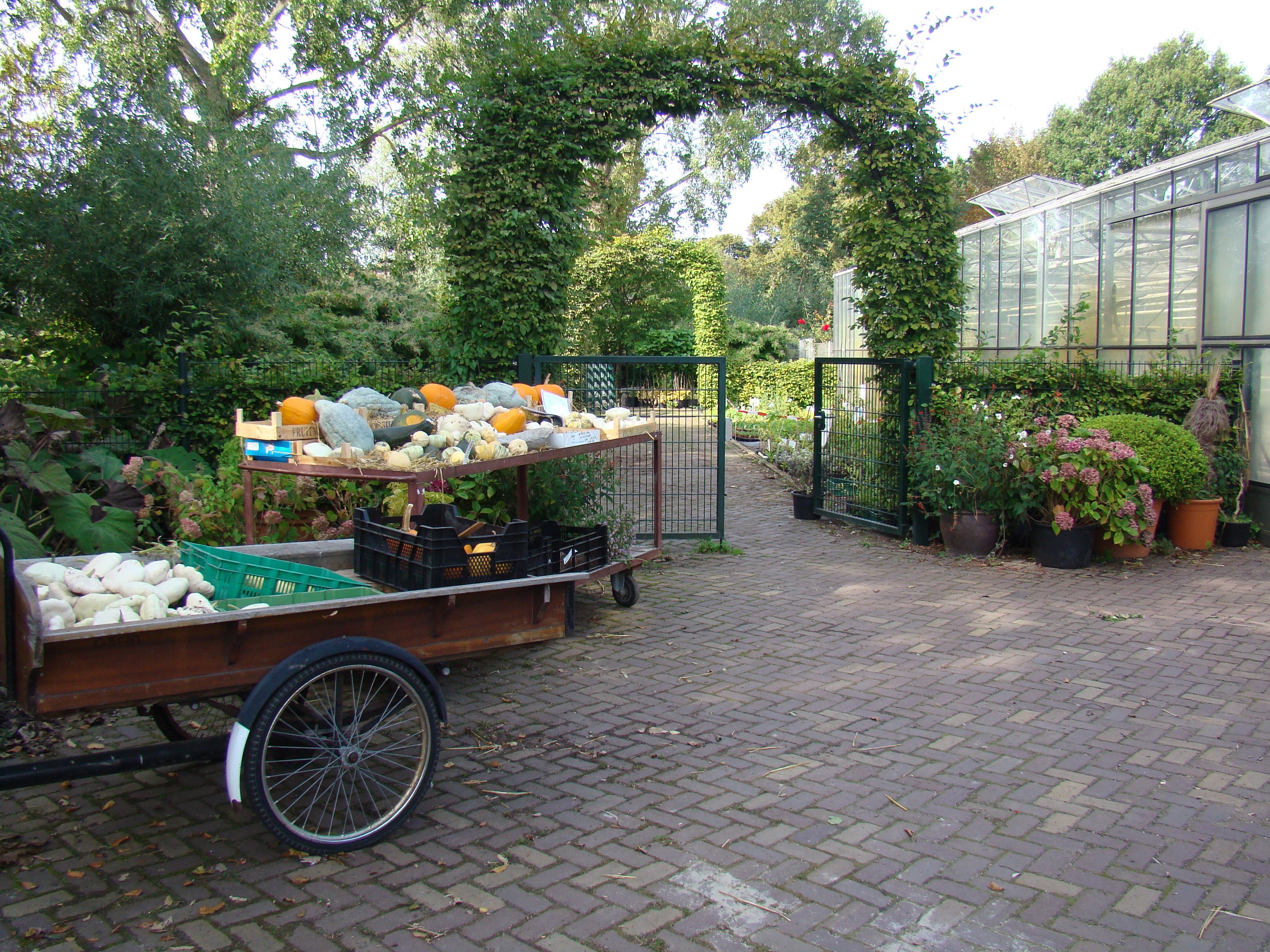

## Zie Ook
- Lijst van parken in Haarlem